# Baileyton (Tennessee)
Baileyton is een plaats (town) in de Amerikaanse staat Tennessee, en valt bestuurlijk gezien onder Greene County.

## Demografie
Bij de volkstelling in 2000 werd het aantal inwoners vastgesteld op 504.
In 2006 is het aantal inwoners door het United States Census Bureau geschat op 501, een daling van 3 (-0,6%).

## Geografie
Volgens het United States Census Bureau beslaat de plaats een oppervlakte van
3,7 km², geheel bestaande uit land. Baileyton ligt op ongeveer 367 m boven zeeniveau.

## Plaatsen in de nabije omgeving
De onderstaande figuur toont nabijgelegen plaatsen in een straal van 20 km rond Baileyton.